# Brocchinia wurdackiana
Brocchinia wurdackiana är en gräsväxtart som beskrevs av Bruce K. Holst. Brocchinia wurdackiana ingår i släktet Brocchinia och familjen Bromeliaceae. Inga underarter finns listade i Catalogue of Life.